# 6ix9ine
6ix9ine, noto anche come Tekashi 69 o Tekashi, pseudonimo di Daniel Hernández (New York, 8 maggio 1996), è un rapper e cantautore statunitense.
Hernandez è diventato famoso nel 2017 con l'uscita del suo singolo di debutto Gummo, che è stato certificato disco di platino dalla RIAA. All'inizio del 2018 Hernandez ha pubblicato il suo primo mixtape Day69, che ha esordito alla quarta posizione della classifica degli album Billboard 200. In seguito è arrivato per la prima volta nella top five di Billboard Hot 100 con il singolo Fefe, con Nicki Minaj e Murda Beatz, che ha raggiunto la terza posizione in classifica. Il suo primo album in studio Dummy Boy è stato pubblicato il 27 novembre 2018, con un ritardo di una settimana a causa del suo arresto, e ha debuttato al secondo posto nella classifica Billboard 200.
La personalità pubblica e le vicende legali di Hernandez hanno ricevuto una significativa attenzione da parte dei media. È stato spesso al centro di polemiche per la sua condotta sui social media e i litigi con altre celebrità. Nel 2018 è stato arrestato con le accuse di racket, possesso d'armi e droga, per le quali è stato dichiarato colpevole nel 2019 e si è trovato ad affrontare una possibile pena detentiva di 47 anni, diminuita drasticamente grazie alla scelta di patteggiare a favore della legge, testimoniando contro la sua gang. Ad aprile 2020 è stato trasferito dal carcere agli arresti domiciliari a causa della diffusione del COVID-19, tornando in libertà il 2 agosto 2020.

## Biografia
Daniel Hernandez è nato nel quartiere di Bushwick, Brooklyn da madre messicana e padre portoricano. Lasciò la scuola in terza media. Suo padre lo lasciò solo con la madre appena nato in uno stato di povertà, tanto che, a suo dire, iniziò a spacciare marijuana per mantenerla economicamente.

### Gli inizi (2012-2016)
Inizia ad avvicinarsi al mondo del rap nel 2012, dopo aver incontrato Peter "RighteousP" Rodgers, amministratore delegato dell'etichetta discografica newyorchese Hikari-Ultra, che, recatosi nel negozio vegano dove Hernandez lavorava, gli chiese se visto il suo look fosse un rapper, perché ne possedeva l'immagine e la cadenza, e gli suggerì di provare.
Hernandez ha iniziato a pubblicare canzoni rap nel 2014. Nel 2014 esce ufficialmente il primo singolo 69, seguito poi da Scum Life (scritto però da Zillakami, fratello di RighteousP). Uscirono altri singoli sempre accompagnati da un videoclip musicale ma senza però riscuotere eccessivo successo. Nel 2016 crea con Zillakami la Scumgang69, dove scum sta per Society Can't Understand Me (la società non può capirmi). I due pubblicano Yokai e Hellsing Station, ma il duo durò poco a causa di diverse liti e accuse.  Nei successivi tre anni, ha pubblicato varie tracce e video musicali come Scumlife, Yokai e Hellsing Station, attirando l'attenzione per il suo stile aggressivo e l'utilizzo di anime nei video musicali. Molte delle sue prime canzoni sono state pubblicate da FCK THEM, un'etichetta musicale con sede in Slovacchia. Dopo aver raccolto fama dai meme di internet per via dei suoi capelli tinti di arcobaleno, i tatuaggi eccessivi e i grill arcobaleno, alla fine è diventato un socio del collega rapper ZillaKami di New York.
Con ZillaKami Hernandez pubblica due singoli di discreto successo, più tardi i due entrarono in conflitto dopo che Hernandez avrebbe rubato strumentali e canzoni che avevano composto insieme.

### Tekashi 69: i primi grandi successi (2017)
Nell'aprile 2017, Hernandez appare al fianco di Trippie Redd nel video musicale di Poles1469, pubblicato su YouTube che riscuote la prima grande fama in lui, visto che il video sorpassa le 200 milioni di visite.
Il 24 marzo del 2017 Hernandez pubblica il suo primo mixtape chiamato Tekashi69 (mixtape), sarebbe una raccolta di tutti i suoi vecchi singoli, fino ai primi del 2014.
Durante l'estate 2017 arriva un altro singolo con Trippie Redd accompagnato anche dal rapper Uno The Activist.
Viene anche pubblicato Zeta Zero 0.5 cantata insieme al noto Famous Dex
Hernandez ha ottenuto una certa notorietà sui social media grazie ad un post su Instagram risalente a luglio 2017, divenuto virale sia su Reddit che su Twitter.
Il singolo di debutto commerciale Gummo è stato pubblicato il 10 novembre 2017 e ha raggiunto la posizione numero 12 della Billboard Hot 100 degli Stati Uniti. È stato certificato disco di platino dalla RIAA il 5 marzo 2018. Il suo prossimo singolo Kooda ha debuttato alla posizione numero 61 della Hot 100 settimanale del 23 dicembre 2017.

### Day69eDummy Boy(2018)
Il 14 gennaio 2018, Hernandez ha pubblicato il suo terzo singolo Keke, con Fetty Wap e A Boogie wit da Hoodie, anch'esso inserito sulla Hot 100.
Poco dopo, Hernandez ha annunciato il suo mixtape di debutto intitolato Day69: Graduation Day. Il mixtape è stato pubblicato il 23 febbraio 2018 e ha debuttato alla quarta posizione della classifica degli album di Billboard 200 con 55 000 unità equivalenti vendute, di cui 20 000 basate su vendite pure. Secondo Jon Caramanica del New York Times, il filmato è stato una conseguenza dell'"esplosione del SoundCloud rap" ed è notevole per la sua volontà di deviare dal suono prevalente dell'hip-hop. Dopo l'uscita di Day69, i due brani dell'album Billy e Rondo sono entrambi entrati sulla Billboard Hot 100, rispettivamente alle posizioni numero 50 e numero 73.
Nell'aprile 2018, Hernandez ha pubblicato Gotti, un remix di Got it, Got it che aveva realizzato per l'artista Packman. Il video della canzone è stato pubblicato il 16 aprile 2018 e i filmati coinvolgono lo stesso Hernandez donare pacchi di banconote da 100 dollari ai poveri cittadini della Repubblica Dominicana. La canzone è stata aggiunta a Day69: Graduation Day come canzone deluxe e ha debuttato alla posizione numero 99 della Billboard Hot 100, diventando così la sua sesta canzone consecutiva ad entrare nella stessa classifica.
Hernandez suscitò polemiche nel maggio 2018, quando fu coinvolto in una sparatoria con l'entourage del collega rapper Casanova di New York, come parte di una faida; ciò portò Hernandez a perdere un contratto di 5 milioni di dollari e fu bandito dal Barclays Center. Dopo le riprese, Hernandez ha smesso di pubblicare musica per diversi mesi, prima di pubblicare Tati a giugno, insieme a DJ Spinking, debuttando alla posizione numero 43 della Billboard Hot 100.
Nel luglio 2018, Hernandez pubblicò il suo ottavo singolo Fefe con Nicki Minaj e Murda Beatz; il singolo ha debuttato alla quarta posizione della Billboard Hot 100, prima di raggiungere il terzo posto nella sua seconda settimana, segnando la più alta entrata di Hernandez sulla classifica e il suo primo singolo a raggiungere la top five di Hot 100. Fefe è stato successivamente certificato doppio disco di platino dalla Recording Industry Association of America. I suoi singoli successivi Bebe con Anuel AA e Stoopid con Bobby Shmurda hanno raggiunto anche la top 30 della Hot 100. Nei primi d'ottobre Hernandez collaborò anche con numerosi artisti europei come Emis Killa, Lacrim, Farid Bang, SCH, Gringo, Vladimir Cauchemar.
Il 7 novembre 2018, fu annunciato che il suo album di debutto in studio Dummy Boy sarebbe stato pubblicato il 23 novembre, tuttavia due giorni prima fu annunciato che l'album sarebbe stato posticipato. L'album è stato infine pubblicato senza preavviso il 27 novembre, su tutti i servizi di streaming. Tra i cantanti che collaborano con Hernandez nell'album vi sono Tory Lanez, Anuel AA, Kanye West, Nicki Minaj, Gunna, Lil Baby, A Boogie wit da Hoodie.

### Il post-carcere eTattle Tales(2020)
L'8 maggio 2020, durante gli arresti domiciliari, Hernandez ha pubblicato il singolo Gooba. Il video della canzone, pubblicato lo stesso giorno, ha ottenuto più di 43 milioni di visualizzazioni in 24 ore superando così il primato appartenente ad Eminem con Killshot (38,1 milioni). Raggiungerà poi la terza posizione della Billboard Hot 100, la sesta nella Official Singles Chart britannica e la top ten di altri 18 paesi. Lo stesso giorno dell'uscita di Gooba, Hernandez batterà un altro record totalizzando ben 2 milioni di utenti presenti in una sua live Instagram, record sottratto a Cristiano Ronaldo con i precedenti 412 mila.

6ix9ine a maggio 2020 nel video di Gooba

Il 12 giugno è uscito il singolo Trollz, seconda collaborazione con la rapper Nicki Minaj, che esordisce al vertice della Hot 100 statunitense, regalando al rapper la sua prima numero uno. Il successivo 3 luglio viene pubblicato il singolo Yaya. Il 2 agosto 2020 pubblica il singolo Punani. Il 26 agosto 2020 annuncia l'uscita dell'album Tattle Tales, pubblicato il 4 settembre successivo insieme al singolo Tutu.
L'album secondo molti si manifesta un flop vista la scarsità delle vendite e le posizioni basse nelle classifiche, raggiunge la quarta posizione della Billboard Hot 100.
Nell'album si trovano due canzoni con il noto rapper Akon di cui una che è un remix di una delle sue più note canzoni, Locked Up.
Akon e Nicki Minaj sono i cantanti di livello più alto nell'album, partecipano anche Smilez, Leftside, Sleiman e Lil Ak.
Nell'album ci doveva anche essere Tory Lanez nella traccia Punani, ma non ci stette viste le accuse che stava affrontando in quel momento, anche Lil Baby e YoungBoy Never Broke Again dovevano essere nell'album ma alla fine non ci stettero visto che avevano paura di essere odiati, e Kanye West non ci stette vista la sua candidatura come presidente.
Il 2 ottobre 2020 viene ricoverato in Florida per overdose di pillole dimagranti.

### Zaza e Ginè e tutti i beef (2021-2022)
Dopo circa cinque mesi di assenza dai social media, il rapper ritorna sulla scena il 19 febbraio 2021, pubblicando il nuovo singolo Zaza, in cui attacca il rapper Meek Mill accusandolo di andare in giro con la sicurezza e di non essere un vero gangster come dice nelle sue canzoni. Oltre a Meek Mill Hernandez nel 2021 attacca anche in una diretta Instagram Lil Reese e King Von superato i 300 mila spettatori. Nello stesso anno Hernandez è stato beccato in studio insieme a Lil Tum, ovvero colui che uccise King Von. Partecipa poi al singolo Para del rapper turco Massaka. Nel 2021 venne anche pubblicata la sua serie tv chiamata Supervillain: The Making of Tekashi 6ix9ine.
Il 15 aprile 2022 pubblicò la canzone "Giné", lanciando ancora colpi a Lil Durk, così come a King Von. La canzone è stata anche pubblicata in collaborazione con Giné energy drink, per il quale Hernandez ha fatto un nuovo drink. Nel corso dell'anno collabora varie volte con il rapper emergente Donz Stacks, anche lui collaborò con il Giné energy drink, nelle tracce Oppy anche insieme a Dollo, Lambo e altri membri della crew e al singolo Gine Gine.

### Primo album in spagnolo:Leyenda viva(2023)
Dopo che Hernandez è stato picchiato brutalmente in una palestra a Los Angeles da tre persone, ritorna il 31 marzo 2023 con Bori insieme al cantante cubano Lenier, la sua prima canzone pubblicata dell'album Leyenda viva.
L'album viene pubblicato ufficialmente il 16 giugno 2023 e contiene brani in collaborazione con Lenier, il Grupo Firme e Secreto "El Famoso Biberon". Tra le canzoni ce n'è una con Yailin La Mas Viral, Pa Ti, che esprime l'amicizia che si è legata tra i due. Nell'album si trovano due canzoni interpretate solo da Hernandez, Mx Pr e Mata. L'album raggiunse il 19º posto nella billboard 200 latina, uscirono in seguito i video di Pa Ti e Dueño che ebbero un buon successo.
A luglio 2023 Hernandez lascia un altro singolo chiamato Shaka Laka, insieme a lui cantano Kodak Black (pagato 1 milione di dollari per la collaborazione) TrifeDrew e Yailin La Mas Viral. Il singolo entrò nelle classifiche USA piazzandosi al 43°posto. Verso la fine dell'anno Hernandez prende parte al singolo Feefa Foo con Yailin La Mas Viral e Ben El Tavori, questo singolo aveva l'intento di sponsorizzare nuovi prodotti del rapper.
Il 17 ottobre 2023 Hernandez viene nuovamente arrestato mentre tenta di fuggire dalla Repubblica Dominicana con un mandato di cattura emesso dopo che aveva picchiato due suoi produttori per gelosia nei confronti della propria fidanzata.
BLACKBALLED EP e singoli (2024-2025)
Il 12 gennaio 2024 Hernandez pubblica l'EP Blackballed in cui, oltre a Kodak Black Yailin La Mas Viral e Ben El Tavori, compare in tre tracce anche TrifeDrew.
Il 18 gennaio 2024 Hernandez viene di nuovo arrestato a Santo Domingo con l'accusa di aver picchiato la fidanzata Yailin La Mas Viral.
Il 15 marzo Hernadez pubblica un singolo in spagnolo intitolato Coco con Yailin La Mas Viral. Il 19 luglio 2024 pubblica la sua prima compilation Tekashi 6ix9ine's Greatest Hits, con all'interno tracce dal 2017 al 2024. Organizzò inoltre un tour mondiale che sarebbe iniziato finiti i suoi arresti domiciliari, il 30 agosto, però annullato.
Il 20 agosto 2024 ha pubblicato il singolo Wassup seguito tre giorni dopo da La Baby insieme alla cantante La Perversa. Il 4 settembre 2024 ha pubblicato un altro singolo chiamato Respuesta insieme a Lenier, dove parla della sua ex fidanzata Yailin La Mas Viral. Il 23 settembre torna con un altro singolo in spagnolo, El Preso, sempre con Lenier, rimosso in seguito. Firmò poi un contratto di 6 milioni di dollari per pubblicare un album messicano con la Kartel Record.Il 29 ottobre 2024 è stato arrestato a New York con un mandato emesso dal tribunale distrettuale degli Stati Uniti dopo essere stato accusato di aver violato i termini della sua libertà vigilata, che scadeva sei mesi dopo (dalla sua precedente condanna penale nel 2020).  Hernandez aveva lasciato lo stato per andare a Las Vegas senza permesso, si è presentato con un'ora di ritardo in tribunale e ha testato positivo per metanfetamine due volte. È stato detenuto al Metropolitan Detention Center fino al 12 novembre. Hernandez ha anche ricevuto una multa per eccesso di velocità in Florida, dove stava guidando a 198 mph in una zona limitata a 50 mph con un veicolo non registrato. 
Partecipa poi al singolo di Bebeshito insieme a Lenier Papita Frita. Il 6 aprile 2025 pubblicò due singoli chiamati Hannah e Poppa. 

## Stile musicale
Hernandez ha un approccio «iper-aggressivo» al rap.
Oltre a questo genere ha anche pubblicato delle canzoni stile reggaeton.
Usa anche la voce normale per cantare canzoni vicine all'emo rap come ad esempio Gotti.
Ha anche pubblicato tracce rap.

## Controversie

### Droga e pedopornografia
Nell'ottobre del 2015 Hernandez si è dichiarato colpevole di reato a sfondo sessuale per avere pubblicato in rete dei video pedopornografici che lo vedevano coinvolto con una ragazzina tredicenne, questo quando il rapper aveva 18 anni. Precedentemente alle sue accuse di natura sessuale, Hernandez è stato in prigione da minorenne per aggressione e vendita di eroina.

### Violenza
L'11 luglio 2018 alle 23 circa PST viene arrestato subito dopo il suo atterraggio al JFK, di ritorno dal suo tour europeo. È stato accusato di tentato strangolamento, nel mese di gennaio, nei confronti di un sedicenne che aveva cercato di filmarlo.

### Reati federali e incarcerazione
Il 18 novembre 2018 Hernandez è stato nuovamente arrestato, assieme a cinque suoi compagni, dall'FBI, imputato per diversi capi d'accusa, tra cui racketeering, cospirazione, possesso e uso di armi da fuoco in presenza di un crimine violento. I sei, in particolare, sarebbero stati coinvolti in vari crimini commessi dalla banda newyorkese 9 Trey Bloods, nella quale Hernandez milita. Costoro sarebbero inoltre i responsabili della morte di un innocente nel corso di una sparatoria, nonché di una rapina a danno di una banda rivale.
Il 1º febbraio 2019 Hernandez si è dichiarato colpevole di nove accuse. Venne giudicato il 24 gennaio 2020, rischiando una condanna obbligatoria di 47 anni di carcere. Il 16 febbraio, ha firmato un accordo di patteggiamento che, in cambio di una testimonianza contro la propria banda, gli avrebbe potuto garantire la libertà senza detenzione carceraria. Nel dicembre 2019 è stato condannato per racket a due anni di carcere più cinque anni di libertà vigilata.
Il 2 aprile 2020 gli vengono concessi gli arresti domiciliari in quanto afflitto da asma e quindi esposto a un maggior rischio di morte per COVID-19.

## Discografia

### Album in studio
- 2018 – Day69: Graduation Day
- 2018 – Dummy Boy
- 2020 – TattleTales
- 2023 – Leyenda viva

### Mixtape
- 2017 – Tekashi69

### EP
- 2024 - Blackballed

### Compilation
- 2024 – Tekashi 6ix9ine's Greatest Hits

### Singoli
- 2017 - Gummo
- 2017 - Kooda
- 2018 - Billy
- 2018 - Rondo feat. Tory Lanez, Young Thug
- 2018 - Keke con Fetty Wap, A Boogie wit da Hoodie
- 2018 - Tic Toc feat. Lil Baby
- 2018 - Kika feat. Tory Lanez
- 2018 - Mama feat. Nicki Minaj, Kanye West
- 2018 - Waka feat. A Boogie wit da Hoodie
- 2018 - Mala feat. Anuel AA
- 2018 - Kanga feat. Kanye West
- 2018 - Feefa feat. Gunna
- 2018 - Gotti
- 2018 - Tati feat. Dj Spinking
- 2018 - Fefe feat. Nicki Minaj, Murda Beatz
- 2018 - Bebe feat. Anuel AA
- 2018 - Stoopid feat. Bobby Shmurda
- 2020 - Gooba
- 2020 - Trollz con Nicki Minaj
- 2020 - Yaya
- 2020 - Punani
- 2020 - Locked Up Pt.2 con Akon
- 2020 - Tutu
- 2021 - Zaza
- 2022 - Ginè
- 2023 - Bori con Lenier
- 2023 - Wapae con Lenier, Angel Dior, feat. Bulin 47
- 2023 - Y ahora con Grupo Firme
- 2023 - Pa ti, con Yailin La Mas Viral
- 2023 - Dueño, con Lenier
- 2023 - Shaka Laka con Yailin La Mas Viral feat. Kodak Black
- 2024 - Coco con Yailin La Mas Viral
- 2024 - Wassup
- 2024 - La baby con La Perversa
- 2024 - Respuesta con Lenier
- 2024 - Papita Frita con Bebeshito e Lenier
- 2025 - Hannah
- 2025 - Poppa

## Cinematografia
- 2021 – Supervillain: The Making of Tekashi 6ix9ine